# Enaria hepatica
Enaria hepatica är en skalbaggsart som beskrevs av Marc Lacroix 1993. Enaria hepatica ingår i släktet Enaria och familjen Melolonthidae. Inga underarter finns listade i Catalogue of Life.